# Amphisbaena kraoh
Amphisbaena kraoh, popularmente chamada cobra-de-duas-cabeças, é uma espécie de anfisbênia da família dos anfisbenídeos (Amphisbaenidae), endêmica do Brasil. Foi descrita por Paulo Vanzolini em 1971.

## Etimologia
O epíteto específico kraoh homenageia os indígenas craós, que habitam a área do Jalapão, no Tocantins.

## Descrição
Amphisbaena kraoh apresenta nasais unidas na linha média; quatro supralabiais; 281 anéis ventrais; treze anéis caudais subiguais; par médio de segmentos pré-anais muito grandes, que se estendem anteriormente e dividem a fileira de poros em duas metades, cada uma com três poros dispostos lateralmente ao corpo. Sua cabeça é arredondada dorsalmente e levemente convexa lateralmente e os exemplares conhecidos têm comprimento rostro-cloacal variando de 240 a 350 milímetros.

## Distribuição e habitat
Amphisbaena kraoh é endêmica do Brasil, cuja localidade-tipo é o município de Pedro Afonso, na região do Jalapão, no estado do Tocantins. Também há registros em Goiás e na região da Usina Hidrelétrica de Estreito, na porção sul do estado do Maranhão. Ocorre nos biomas da Amazônia e Cerrado. Habita solos arenosos e folhiços, sendo encontrado sob troncos e detritos vegetais.

## Biologia e ecologia
Amphisbaena kraoh é uma espécie fossorial, vive em galerias subterrâneas e alimenta-se de invertebrados do solo. É ovípara, com postura de ovos diretamente no solo durante a estação chuvosa.

## Conservação
A União Internacional para a Conservação da Natureza (UICN) classifica Amphisbaena kraoh como Pouco Preocupante (LC), pois ocorre numa ampla área (33 180,9 quilômetros quadrados), cuja extensão pode ser maior, mas a espécie é de difícil detecção. Apesar de haver perda de vegetação nativa em decorrência de desmatamento, agricultura mecanizada e implantação de empreendimentos imobiliários em sua área, não são conhecidas ameaças que coloquem a espécie em risco. No Maranhão, também sofre pressão pela implementação da hidrelétrica de Estreito. Dois pontos onde ocorre no Tocantins fazem parte da Estação Ecológica Serra Geral do Tocantins. Em 2018, foi classificada como Pouco Preocupante (LC) no Livro Vermelho da Fauna Brasileira Ameaçada de Extinção do Instituto Chico Mendes de Conservação da Biodiversidade (ICMBio).